# Elatostema wenxienense
Elatostema wenxienense är en nässelväxtart som beskrevs av Wen Tsai Wang och Z.X. Peng. Elatostema wenxienense ingår i släktet Elatostema och familjen nässelväxter. Inga underarter finns listade i Catalogue of Life.